# Nina Hagen
Nina Hagen, oprindelig Catharina Hagen, (født 11. marts 1955 i Øst-Berlin) er en tysk sangerinde. Nina Hagen er operaskolet sangerinde og kendt som punkens mor. Hun er datter af den østtyske skuespillerinde Eva-Maria Hagen, der er kendt som Østeuropas Brigitte Bardot. Nina Hagen voksede op med stedfaren Wolf Biermann og begyndte som 4-årig at danse ballet og som 9-årig at synge opera. Som 12-årig blev hun smidt ud af Freie Deutsche Jugend (FDJ) Østtysklands ungdomsforbund pga. politiske holdninger som ikke stemte overens med det officielle DDR. I 1976 forlod hun DDR sammen med sin mor for at slutte sig til stedfaderen Wolf Biermann, som allerede boede i Vesttyskland. I Vestberlin begyndte hun sin nye musikalske karriere som punksangerinde i ”Nina Hagen Band”. 

## Diskografi
- 1978 Nina Hagen Band
- 1979 Unbehagen
- 1981 Nunsexmonkrock
- 1983 Angstlos
- 1984 Fearless
- 1985 In Ekstasy
- 1985 In Ekstase
- 1988 Nina Hagen
- 1991 Street
- 1993 Revolution Ballroom
- 1995 Freud Euch
- 1996 Beehappy
- 1999 Om Namah Shivay
- 2000 Return Of The Mother
- 2002 Live in Krefeld
- 2002 Om Namah Shivay / 1008 Indian Nights Live
- 2003 Nina Hagen Big Band Explosion
- 2006 Irgendwo Auf Der Welt
- 2010 Personal Jesus
- 2012 Volksbeat